# 李茂功
李茂功（1545年—1610年），字季成，號健斋，南直隶句容人，明朝政治人物。

## 生平
内阁首辅李春芳第四子。母徐氏，封一品夫人。嘉靖二十四年乙巳四月八日生，万历十二年（1584年）以父蔭授中书舍人，十六年四月奉使衡王府，历升户部浙江司员外郎，督賦三吴，又管杭州北新钞关，後兼摄南新关事，晋郎中。李茂功于万历二十七年接替李大钦任兴化府知府一职，万历三十二年由王嘉忠接任。以立皇太子覃恩，進階中憲大夫。萬曆三十八年庚戌三月十六日卒，年六十六。配徐氏，累封恭人，子四人：思谦、思睿、思聪、思賢。孫李喬，萬曆己未進士，官陕西巡抚。